# 동부넓적코박쥐
동부넓적코박쥐(Scotorepens orion)는 애기박쥐과에 속하는 박쥐의 일종이다. 록햄프턴 근처부터 멜버른까지 애서튼 테이블랜드의 작은 고립된 개체군을 포함하여 그레이트디바이딩산맥의 동부의 오스트레일리아에서만 발견된다. 중간 크기의 박쥐로 전완장이 32.4~38.8mm이다. 등 쪽은 풍부한 진한 갈색을 띠고 복부 쪽은 좀더 담갈색을 띠지만 현저하게 두 가지 색으로 나뉘지는 않는다.